# Nummer-et hits i Danmark i 2003
Nummer-et hits i Danmark i 2003 er en liste over de singler der lå nummer et på den danske singlehitliste i 2003. Den var udarbejdet af International Federation of the Phonographic Industry og Nielsen Soundscan, og udgives af hitlisten.nu.

## Historie
| Uge | Dato          | Sang                      | Kunstner                               | Kilde  |
| --- | ------------- | ------------------------- | -------------------------------------- | ------ |
| 1   | 3. januar     | "Every Little Part of Me" | Julie                                  | [ 1 ]  |
| 2   | 10. januar    | "All the Things She Said" | t.A.T.u                                | [ 2 ]  |
| 3   | 17. januar    | "Every Little Part of Me" | Julie                                  | [ 3 ]  |
| 4   | 24. januar    | "Every Little Part of Me" | Julie                                  | [ 4 ]  |
| 5   | 31. januar    | "Lose Yourself"           | Eminem                                 | [ 5 ]  |
| 6   | 7. februar    | "Superstar"               | Christine Milton                       | [ 6 ]  |
| 7   | 14. februar   | "Superstar"               | Christine Milton                       | [ 7 ]  |
| 8   | 21. februar   | "Superstar"               | Christine Milton                       | [ 8 ]  |
| 9   | 28. februar   | "Superstar"               | Christine Milton                       | [ 9 ]  |
| 10  | 7. marts      | "Superstar"               | Christine Milton                       | [ 10 ] |
| 11  | 14. marts     | "Superstar"               | Christine Milton                       | [ 11 ] |
| 12  | 21. marts     | "Superstar"               | Christine Milton                       | [ 12 ] |
| 13  | 28. marts     | "In da Club"              | 50 Cent                                | [ 13 ] |
| 14  | 4. april      | "In da Club"              | 50 Cent                                | [ 14 ] |
| 15  | 11. april     | "In da Club"              | 50 Cent                                | [ 15 ] |
| 16  | 18. april     | "In da Club"              | 50 Cent                                | [ 16 ] |
| 17  | 25. april     | "American Life"           | Madonna                                | [ 17 ] |
| 18  | 2. maj        | "In Da Club"              | 50 Cent                                | [ 18 ] |
| 19  | 9. maj        | "Stepping Out"            | Laze                                   | [ 19 ] |
| 20  | 16. maj       | "Please Please"           | Fu:el                                  | [ 20 ] |
| 21  | 23. maj       | "Please Please"           | Fu:el                                  | [ 21 ] |
| 22  | 30. maj       | "Please Please"           | Fu:el                                  | [ 22 ] |
| 23  | 6. juni       | "Please Please"           | Fu:el                                  | [ 23 ] |
| 24  | 13. juni      | "If You're Not the One"   | Daniel Bedingfield                     | [ 24 ] |
| 25  | 20. juni      | "If You're Not the One"   | Daniel Bedingfield                     | [ 25 ] |
| 26  | 27. juni      | "If You're Not the One"   | Daniel Bedingfield                     | [ 26 ] |
| 27  | 4. juli       | "If You're Not the One"   | Daniel Bedingfield                     | [ 27 ] |
| 28  | 11. juli      | "Hver dag"                | UFO Yepha                              | [ 28 ] |
| 29  | 18. juli      | "Hver dag"                | UFO Yepha                              | [ 29 ] |
| 30  | 25. juli      | "Hver dag"                | UFO Yepha                              | [ 30 ] |
| 31  | 1. august     | "Hver dag"                | UFO Yepha                              | [ 31 ] |
| 32  | 8. august     | "Hver dag"                | UFO Yepha                              | [ 32 ] |
| 33  | 15. august    | "Hver dag"                | UFO Yepha                              | [ 33 ] |
| 34  | 22. august    | "Fallin' High"            | Safri Duo                              | [ 34 ] |
| 35  | 29. august    | "Fallin' High"            | Safri Duo                              | [ 35 ] |
| 36  | 5. september  | "Hver dag"                | UFO Yepha                              | [ 36 ] |
| 37  | 12. september | "Where is the Love?"      | Black Eyed Peas feat Justin Timberlake | [ 37 ] |
| 38  | 19. september | "Where is the Love?"      | Black Eyed Peas feat Justin Timberlake | [ 38 ] |
| 39  | 26. september | "Where is the Love?"      | Black Eyed Peas feat Justin Timberlake | [ 39 ] |
| 40  | 3. oktober    | "Where is the Love?"      | Black Eyed Peas feat Justin Timberlake | [ 40 ] |
| 41  | 10. oktober   | "Where is the Love?"      | Black Eyed Peas feat Justin Timberlake | [ 41 ] |
| 42  | 17. oktober   | "Where is the Love?"      | Black Eyed Peas feat Justin Timberlake | [ 42 ] |
| 43  | 24. oktober   | "Where is the Love?"      | Black Eyed Peas feat Justin Timberlake | [ 43 ] |
| 44  | 31. oktober   | "Guilty"                  | Blue                                   | [ 44 ] |
| 45  | 7. november   | "Hole in the Head"        | Sugababes                              | [ 45 ] |
| 46  | 14. november  | "Slow"                    | Kylie Minogue                          | [ 46 ] |
| 47  | 21. november  | "Me Against the Music"    | Britney Spears feat. Madonna           | [ 47 ] |
| 48  | 28. november  | "Taking Back My Heart"    | Maria Lucia                            | [ 48 ] |
| 49  | 5. december   | "Taking Back My Heart"    | Maria Lucia                            | [ 49 ] |
| 50  | 12. december  | "Taking Back My Heart"    | Maria Lucia                            | [ 50 ] |
| 51  | 19. december  | "Taking Back My Heart"    | Maria Lucia                            | [ 51 ] |
| 52  | 26. december  | "Taking Back My Heart"    | Maria Lucia                            | [ 52 ] |